# Canarium pilososylvestre
Canarium pilososylvestre là một loài thực vật có hoa trong họ Burseraceae. Loài này được Leenh. mô tả khoa học đầu tiên năm 1955.